# 洛斯阿爾托斯 (美國)
洛斯阿尔托斯是美国加利福尼亚州聖克拉拉縣下属的一座城市，于1952年12月1日建市。城市面积约为16.8平方公里，根据2010年美国人口普查，该市有人口28,976人。作为硅谷的一部分，该市在1950年至1980年迅速发展，由一个农业小镇脱变为以高生活水平与房价昂贵著称的城镇。其所在的邮政编码（94022和94024）被福布斯评为是全美最昂贵的邮政编码第24位。其房价中位超过每套250萬美元。

## 地理
该市位于37°22′5″N 122°5′51″W / 37.36806°N 122.09750°W (37.36819, −122.097511)，全境为陆地，与库比蒂诺、帕罗奥图等市相邻。

### 人口
根据2010年美国人口普查，2010年时，该市有28,976人，10,745户，8,303个家庭，11,204个住房单位。平均每个家庭有3.28人。种族构成为：70.6%的白人，23.5%亚裔，0.5%非洲裔，0.2%美洲原住民，0.2%太平洋岛屿居民，0.7%属于其它种族。4.3%同时来自两个或更多的种族。拉美裔占3.9%。平均每个家庭3.08人。
2010年该市有37.9%的住户拥有18岁以下的未成年人。69.6%为有异性婚姻的家庭，0.5%为同性恋同居。该市居民男女比例为93.1:100。

### 收入
根据2007年的估计，该市每户年收入中位数位$158,745，而每个家庭为$185,848。高收入使得这座城市在2007年的一份高收入排行榜中名列第三。1.1%的家庭和2.4%的人口处于贫困线下。包括2.2%的未成年人与1.5%的65岁以上老人。

## 歷史
1976年，蘋果公司創始人史蒂夫·喬布斯和史蒂夫·沃茲尼亞克在喬布斯位於本市的車庫中製造了第一批50台Apple I電腦。
2004年，房東朱迪·福斯科(Judy Fusco) 將她位於本市的住房（後來被稱為“Casa Facebook”）租給了馬克·扎克伯格；扎克伯格和其他幾位同事在此將Facebook會員數量從20萬擴大到250萬。

## 教育
聖塔克拉拉郡圖書館经营两个該市的图书馆：洛斯阿爾托斯圖書館（Los Altos Library）和Woodland Branch圖書館（Woodland Branch Library）。

## 姊妹市
來源：
- 本迪戈
- 俄羅斯 瑟克特夫卡爾
- 臺灣 士林區
- 英国 Rustington